# Moiry (Szwajcaria)
Moiry − miejscowość i gmina (commune) w zachodniej Szwajcarii, w kantonie Vaud, w okręgu (district) Morges. Leży nad rzeką Venoge.  

## Demografia
W Moiry mieszka 297 osób. W 2021 roku 6,7% populacji gminy stanowiły osoby urodzone poza Szwajcarią.